# Том, Самуил фон
Христоф Самуил фон Том (нем. Christoph Samuel von Thom; ум. 1 января 1840, Одесса) — австрийский консул в Одессе в 1804—1830 годах, отец консула в 1834—1845 годах Карла Самойловича фон Тома, знакомый Пушкина.
В «Материалах для биографического словаря одесских знакомых Пушкина» сообщается, что фон Том был родом венгерец, сын австрийского губернатора на турецкой границе. Австрийским консулом в Одессе он, по указанию словаря, был долго — уже в 1804 году; и затем раз в 1833 году.
Фон Том характеризуется мемуаристами как «весельчак, каламбурист, остряк, оставшийся таким и в преклонные годы. Том был душою одесского общества, принимая у себя и будучи непременным посетителем всех балов, обедов и увеселений». Граф Де ла Гард рассказывает, что в одесскую чуму 1811 года, Том первый отворил двери своего дома посетителям, «по философски решив умереть лучше от чумы, нежели от скуки». Граф А. И. Рибопьер пишет о нём: «Очень умный и любезный человек, самого лучшего тона, принадлежавшей отчасти к школе принца де Линя». Фон Том скончался в Одессе в пожилом возрасте от удара. Он был женат на польке, прекрасной музыкантше, которая овдовев, жила с дочерью (впоследствии графиней Трианче) в семье княгини Голицыной и умерла в Одессе в начале 1845 года.
Вигель пишет, что Пушкин ездил к нему в гости на Дальницкий хутор в 1824 году.
Дом консула находился в самом центре города на пересечении современной Преображенской и Малого (тогда — Казарменного) переулка; не сохранился, здесь в конце 1930-х выстроен дом для работников морского транспорта.
Современные исследователи указывают, что данные словаря 1927 года не точны из-за путаницы. Его сын Карл Самойлович (Самфилович) фон Том исполнял обязанности австрийского консула в Одессе в 1834—1845 годах, а до этого служил консульским канцлером. (В перерыве 1830—1834 годов консулом был Казимир фон Тимони).
Разыскания в венских архивах показали, что Христиан Самуил фон Том был «привилегированным в Вене оптовиком», который вместе с братом, Андреасом Готтлибом фон Томом получил дворянство в 1789 году. Консулом он был сначала в Херсоне, а с 1804 года — в Одессе. В 1816 году награждён рыцарским крестом Леопольдского Ордена. Ушел в отставку по собственному желанию в 1830 году, а скончался в Одессе 1 января 1840 года. По мнению австрийских исследователей, имена и отсутствие фамилии в реестре австрийского дворянства свидетельствуют об еврейском происхождении фон Тома. «Сохранились архивные материалы о содействии фон Тома расселению сотен семей из Австрии на территории между Херсоном и Одессой».
Историк Одессы К. Н. Смольянинов утверждает, что самым первым печатным текстом, изданным в городе, были стихи — сонет в честь примадонны итальянской оперной труппы Густавины Замбони, подписан же этот мадригал криптонимом «F. T.»: по его версии, автором был фон Том.